# 孫福弘
孫福 弘（まごふく ひろむ、1940年 - 2004年6月17日）は、日本の大学経営研究者。慶應義塾大学湘南藤沢キャンパス事務長、総合政策学部教授、マスダ教育財団理事長などを歴任した。

## 経歴
1962年慶應義塾大学文学部を卒業し、慶應義塾職員となり、秘書課長、国際センター事務長などを歴任。この間、1980年 - 1981年にはフルブライト上級研究員としてミシガン州立大学などで研究にあたる。1988年には、教育行政上の功績により慶應義塾賞を受賞した。1990年に開設された湘南藤沢キャンパスの初代事務長を務め、1997年から1999年には大学行政管理学会初代会長を務めた。その後、塾監局人事部長、業務改革推進室長、理事・塾監局長を経て、教員に転じ、2001年には総合政策学部教授となり、桜美林大学大学院客員教授にもなった。この間、株式会社慶應学術事業会取締役も務めた。2003年には、マスダ教育財団理事長にも就任した。
2004年4月から、横浜市立大学改革推進本部最高経営責任者（CEO）となり、翌年に発足が予定された公立大学法人横浜市立大学の初代理事長予定者として、教員の任期制、年俸制の導入や、教育研究組織と経営組織の分離を進める改革を牽引していたが、急性心不全・急性心筋梗塞で急逝した。
大学行政管理学会は、孫福の功績を顕彰するため、2006年から優れた研究・実践業績に「孫福賞」を授与している。